# Antodynerus wellmani
Antodynerus wellmani är en stekelart som först beskrevs av Meade-waldo 1910.  Antodynerus wellmani ingår i släktet Antodynerus och familjen Eumenidae. Inga underarter finns listade i Catalogue of Life.